# Astronōka
Astronōka (アストロノーカ) est un jeu vidéo de simulation d'agriculture, développé par MuuMuu et System Sacom. Il est exclusivement publié au Japon par Enix sur console PlayStation le 27 août 1998, et par Square Enix sur PlayStation Network le 25 juin 2008.

## Système de jeu
Astronōka est officiellement décrit comme une « production vegan spatiale et pour le contrôle des pesticides. » Le jeu se centre sur la culture des légumes biologiques, dans un univers futuriste. L'objectif est de remporter un concours de légumes et terminer la All-Universe Vegetable Competition, tandis que le joueur doit piéger et empêcher un pesticide appelé Baboo (バブー) de se répandre dans son potager.

## Médias
La bande son de Astronōka Original Soundtrack est publiée par Media Ring le 2 septembre 1998 sous le numéro de catalogue MGCD-1063.
Un anime intitulé Baboo Factory (バブーファクトリー) est produit par Enix, et diffusé sur la chaine TV Asahi entre 2001 et 2002 lors du programme de cuisine Wagamanma Kitchen. Chaque épisode dure une minute. Quelques produits dérivés comme des stickers, badges, et contenus mobiles basé sur le Baboo sont aussi vendus,.
Cosmogurashi: Online Teki Yasai Seikatsu, un MMORPG basé sur l'univers de Astronōka, est développé par MuuMuu, MicroVision et Community Engine, et publié par Enix le 28 mars 2003. Son service est maintenu jusqu'au 25 avril 2005 avant fermeture.